# James A. Adkins
James A. Adkins, ameriški general, * 1. maj 1954.
Od 1. junija 2008 do 2015 je bil generaladjutant Marylanda, poveljnik vseh oboroženih sil Marylanda. Predhodno je bil načelnik štaba in pomočnik generaladjutanta za državne operacije Vojaškega oddelka Marylanda (Maryland Military Department) (1997–2003).

## Življenjepis
Leta 1979 je končal šolanje na Šoli za častniške kandidate Kopenske nacionalne garde Marylanda. Od junija 1979 do upokojitve avgusta 1997 je zasedel različne položaje znotraj nacionalne garde; tako je bil med drugim poveljnik 698. vojaško-obveščevalnega bataljona, Provost Marshal Kopenske nacionalne garde Marylanda,... V politični karieri je bil: v.d. namestnika sekretarja za veteranske zadeve (2003–04), namestnik sekretarja (2004–06), v.d. sekretarja (9.–16. maj 2007) on sekretar za veteranske zadeve (16. maja 2007–1. september 2009).
Leta 1984 je diplomiral iz sociologije na Državni univerzi New Yorka in leta 1991 magistriral iz zgodovine na Kolidžu Washington. Zaključil je še izobraževanje na Obrambnem jezikovnem inštitut (ruščina, 1976), Poveljniškem in generalštabnem kolidžu Kopenske vojske ZDA (1987) in Vojnem kolidžu Kopenske vojske ZDA (1996).